# Maria Dolors Maestre i Pal
Maria Dolors Maestre i Pal (1929-2010) de Cal Molines, era una filantropa andorrana i urgellenca coneguda a Andorra i a l'Alt Urgell pels actes benèfics que va fer al llarg de la seva vida.
Maria Maestre era filla del doctor Xavier Maestre i Maria Pal, filla dels propietaris dels Banys de Sant Vicenç, i neta de l'exsíndic Bonaventura Maestre Moles. Era propietària de Casa Molines, que actualment es denomina Molines Patrimonis, una societat de gestió d'actius de patrimoni a Andorra.
L'any 2006 va rebre la Medalla de la Ciutat de l'ajuntament de la Seu d'Urgell per la creació de la guarderia Francesc Xavier i el centre de disminuïts psíquics Taller Claror.